# Dinastia Hannover
La Dinastia Hannover o Casa de Hannover és una de les més importants i més antigues famílies de l'aristocràcia alemanya, originària de Suàbia i Baviera.
La dinastia Hannover començà sent una branca cadet de la família ducal de Baviera, ja que el fill petit d'Enric X de Baviera i Saxònia (v. 1100-39), Guillem, fou nomenat duc de Saxònia i la seva descendència, ducs de Brunswick-Lüneburg. El germà de Guillem fou el rei dels romans, Otto IV, el 1198 estava casat amb la princesa Beatriu de Hohenstaufen, filla d'Irene Angelina, per tant filla dels reis dels romans.
Fou fundada al segle x. Els seus membres han gaudit sempre d'importants distincions i títols de renom. Començaren sent ducs de Brunswick, títol que ha tingut moltes ramificacions al llarg de la seva història, arribant a l'actual branca la Hannover-Lüneburg, reconvertida de la vella Brunswick-Lüneburg.
Molts membres de la dinastia Hannover han estat reis, reis consorts i prínceps, destacant els reis Hannover de la Gran Bretanya, els reis del regne de Hannover o en especial, Otto de Brunswick-Grübenhagen, duc de Calàbria i rei consort de Nàpols al segle xiv.
És important recalcar que descendeixen dels reis anglesos de la dinastia Plantagenet, per la princesa Matilde d'Anglaterra (1156-89) casada amb Enric "El Lleó" Welf, duc de Saxonia (1129-95). Matilde era filla dels reis Enric II d'Anglaterra (1133-89) i de la famosa Elionor d'Aquitània (1122-1204).
També descendeixen de la família reial danesa amb la que guarden molta parantela, gràcies a les moltes unions entre Hannover i Dinamarca. Les darreres dues unions més importants de la recent història de la dinastia foren, el casament en 1938 de la princesa Frederica de Hannover, reina de Grècia, mare de la reina espanyola Sofia de Grècia; i la d'Ernest August V de Hannover casat en segones núpcies en 1999 amb la princesa Grimaldi, Carolina de Mònaco.

## Els Hannover reis de la Gran Bretanya i Irlanda
- Jordi I de la Gran Bretanya (1660-1727)
- Jordi II de la Gran Bretanya (1683-1760)
- Jordi III del Regne Unit (1738-1820) fill del príncep de Gal·les, Federic Lluís de Hannover (1707-1751).
- Jordi IV del Regne Unit (1762-1830)
- Guillem IV del Regne Unit (1765-1837) germà de l'anterior.
- Victòria I del Regne Unit (1819-1901) neta de Jordi III.

Casada amb el príncep Albert de Saxònia Coburg Gotha, serà la darrera reina Hannover de la Gran Bretanya, començant una nova dinastia, la dinastia Saxonia Coburg Gotha, amb el regnat del seu fill, el futur Eduard VII de la Gran Bretanya que durarà nou anys.

## Els Hannover, reis de Hannover
- Ernest August I de Hannover (1837-1851)
- Jordi V de Hannover (1851-1866) amb el final del regne, Jordi V es mantindrà com a cap de la dinastia i duc de Brunswick-Lüneburg dotze anys més.

## Ducs de Brunswick-Lüneburg, Prínceps de la Gran Bretanya i Caps de la Dinastia Hannover
- Ernest August II de Hannover (1878-1913). Nascut el 1845 i morí el 1923.
- Ernest August III de Hannover (1913-53). Nascut el 1887.
- Ernest August IV de Hannover (1953-87). Nascut el 1914.
- Ernest August V de Hannover (1987-). Nascut el 1954.